# Braulio Leal
Braulio Antonio Leal Salvo (ur. 22 listopada 1981 w Santiago) – chilijski piłkarz występujący na pozycji pomocnika. Zawodnik klubu San Luis de Quillota.